# Tetraselago
Tetraselago é um género botânico pertencente à família Scrophulariaceae.
A autoridade científica do género é Junell, tendo sido publicado em Svensk Botanisk Tidskrift 55: 190. 1961.

## Espécies
De acordo com a base de dados The Plant List, este género tem 9 espécies descritas das quais 4 são aceites:
- Tetraselago longituba Hilliard & B.L. Burtt
- Tetraselago natalensis (Rolfe) Junell
- Tetraselago nelsonii Hilliard & B.L. Burtt
- Tetraselago wilmsii Hilliard & B.L. Burtt